# Pancrase
Pancrase er en mixed martial arts-organisation som arrangerer kampe i Japan. Organisationen blev grundlagt af Masakatsu Funaki och Minoru Suzuki 1993. Bland titelindehaverne gennem tiderne er blandt andre Ken Shamrock, Bas Rutten, Frank Shamrock og Nate Marquardt.
Navnet var baseret på pankration, en kampsport i de gamle olympiske lege. Suzuki og Funaki praktiserede catch wrestling. De baserede organisationen og dens regler på wrestling. Kampagnens mestere blev kaldt "King of Pancrase".
I 2008 begyndte Fight Network at sende Pancrase-arrangementer i Canada og USA.
I 2015 underskrev Pancrase en eksklusiv, langsigtet aftale, hvor deres kampe fremover skulle streames live og udelukkende på UFC Fight Pass. Fight Pass tilføjede også alle Pancrases historiske kampe til sit bibliotek på en video-on-demand basis.

## Bemærkelsesværdige kæmpere
- Ken Shamrock Openweight-mester
- Frank Shamrock Openweight-mester
- Bas Rutten Openweight-mester
- Masakatsu Funaki Openweight-mester
- Semmy Schilt Openweight-mester
- Josh Barnett Openweight-mester
- Guy Mezger Openweight-mester
- Nate Marquardt Mellemvægt-mester
- Marlon Sandro Mellemvægt-mester
- Jung Chan-Sung Vinder af Pancrase Korea 2007
- José Aldo
- Oleg Taktarov
- Carlos Condit
- Jake Shields
- Paulo Filho
- Elvis Sinosic
- Kazuo Misaki
- Yushin Okami
- Nate Diaz
- Maurice Smith
- Evan Tanner
- Murilo Bustamante
- Thiago Silva
- Paul Daley
- Sean Sherk
- Rafael dos Anjos
- Stanislav Nedkov
- Travis Fulton
- Nam Phan